# (6266) Letzel
(6266) Letzel ist ein Asteroid des inneren Hauptgürtels, der am 4. Oktober 1986 von dem tschechischen Astronomen Antonín Mrkos am Kleť-Observatorium (IAU-Code 046) bei Český Krumlov entdeckt wurde. Unbestätigte Sichtungen des Asteroiden hatte es schon am 20. August (1979 QO7) und 24. September (1979 SL3) 1979 am Krim-Observatorium in Nautschnyj gegeben.
Der italienische Astronom Vincenzo Zappalà definiert in einer Publikation von 1995 (et al.) eine Zugehörigkeit von (6266) Letzel zur Flora-Familie, einer großen Gruppe von Asteroiden, die nach (8) Flora benannt ist. Asteroiden dieser Familie bewegen sich in einer Bahnresonanz von 4:9 mit dem Planeten Mars um die Sonne. Die Gruppe wird auch Ariadne-Familie genannt, nach dem Asteroiden (43) Ariadne. In der aktuelleren AstDyS-2-Datenbank wird (6266) Letzel als Mitglied der Levin-Familie geführt, benannt nach dem Asteroiden (2076) Levin. Nach der SMASS-Klassifikation (Small Main-Belt Asteroid Spectroscopic Survey) wird bei einer spektroskopischen Untersuchung von Gianluca Masi, Sergio Foglia und Richard P. Binzel bei (6266) Letzel von einer hellen Oberfläche ausgegangen, es könnte sich also, grob gesehen, um einen S-Asteroiden handeln.
Die zeitlosen (nichtoskulierenden) Bahnelemente von (6266) Letzel sind fast identisch mit denjenigen von fünf kleineren (wenn man von der Absoluten Helligkeit von 15,6, 15,4, 15,9, 16,5 und 17,9 gegenüber 13,5 ausgeht) Asteroiden: (21465) Michelepatt, (43740) 1981 EM9, (65743) 1993 TY19, (168820) 2000 SK266 und (219999) 2002 PP26.
(6266) Letzel ist nach dem tschechischen Architekten Jan Letzel benannt. Die Benennung erfolgte auf Vorschlag der tschechischen Astronomin Jana Tichá durch die Internationale Astronomische Union (IAU) am 2. April 1999.